# Gongylophis
Gongylophis är ett omstritt släkte av ormar i familjen boaormar.
Arter enligt Catalogue of Life:
- Gongylophis colubrinus
- Gongylophis conicus
- Gongylophis muelleri

The Reptile Database infogar alla arter i släktet sandboaormar (Eryx).